# Diocese de San Severo
A Diocese de San Severo (Dioecesis Sancti Severi ou Severopolitana) é uma circunscrição eclesiástica da Igreja Católica na Itália, pertencente à Província Eclesiástica da Apúlia (Púglia em Italiano) e à Conferenza Episcopale Italiana, sendo sufragânea da Arquidiocese de Foggia-Bovino.
A sé episcopal está na Catedral de San Severo, na Região da Puglia, e em 2005 contava 128.500 batizados numa população de 131.000 habitantes.

## História
A diocese de San Severo, foi criada em 1580. O seu episcopado é apenas a continuação da diocese de Civitate, o que por sua vez sucedeu a antiga cidade de Teano. Civitate, era o lugar onde as tropas papais foram derrotadas pelos normandos, em 1052, e virou um episcopado em Amelgerio.
Entre os bispos da Cidade foram:
- Frei Lourenço da Viterbo, OP (1330), teólogo;
- Lucas Gaurico (1545), um astrônomo;
- Francisco Alciato (1561) e, mais tarde, um cardeal.

Em 1580 o primeiro ocupante do Ver de San Severo era Martino de Martini, Jesuíta; outros bispos foram:
- Fabricio Verallo (1606), nuncio na Suíça e, mais tarde, um cardeal;
- Francisco Venturi (1625), um canonista e defensor dos direitos da Igreja;
- Horacio Fortunati (1670), que restabeleceu o catedral;
- Carlos Felix de Mata (1678)
- Carlos Francisco Giacoli (1703)
- Frei Diodato Sommantico (1720), agostiniano.

Nesta diocese foi anexado mais tarde o território da antiga Dragonaria, uma cidade construída em 1005 pelo Governador da Apúlia bizantino. Cappelletti dá os nomes de vinte e oito bispos entre 1061 e 1657.

## Bispo desde o Sec XX
|        | Nome                               | Período   | Notas                                         |        |
| Bispos | Bispos                             | Bispos    | Bispos                                        | Bispos |
| ------ | ---------------------------------- | --------- | --------------------------------------------- | ------ |
|        | Giuseppe Mengoli                   | 2023-     | Atual                                         |        |
|        | Giovanni Checchinato               | 2017-2022 | Nomeado Arcebispo de Cosenza-Bisignano        |        |
|        | Lucio Angelo Renna, O.Carm.        | 2006-2017 |                                               |        |
|        | Michele Seccia                     | 1997-2006 | Nomeado Bispo de Teramo-Atri                  |        |
|        | Silvio Cesare Bonicelli †          | 1991-1996 | Nomeado Bispo de Parma                        |        |
|        | Carmelo Cassati, M.S.C. †          | 1985-1990 | Nomeado Arcebispo de Trani-Barletta-Bisceglie |        |
|        | Angelo Criscito †                  | 1970-1985 |                                               |        |
|        | Valentino Vailati †                | 1960-1970 | Nomeado Arcebispo de Manfredonia              |        |
|        | Francesco Orlando †                | 1942-1960 |                                               |        |
|        | Oronzo Luciano Durante †           | 1922-1941 |                                               |        |
|        | Gaetano Pizzi †                    | 1912-1921 |                                               |        |
|        | Emanuele Merra †                   | 1905-1911 |                                               |        |
|        | Bonaventura Gargiulo, O.F.M.Cap. † | 1895-1904 |                                               |        |